# Zhuhai Jinwan Airport

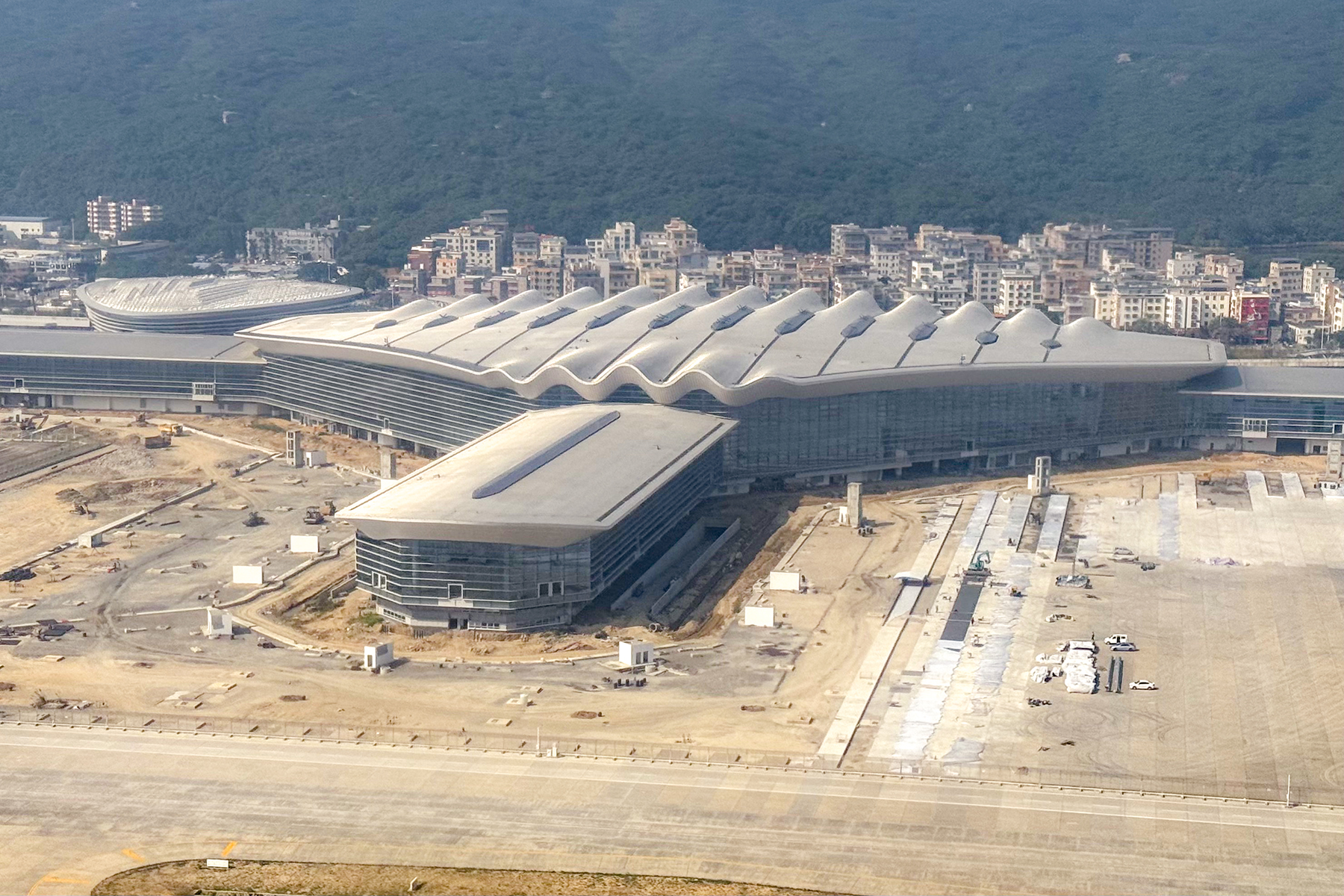
Terminal T2 in aanbouw (december 2024)

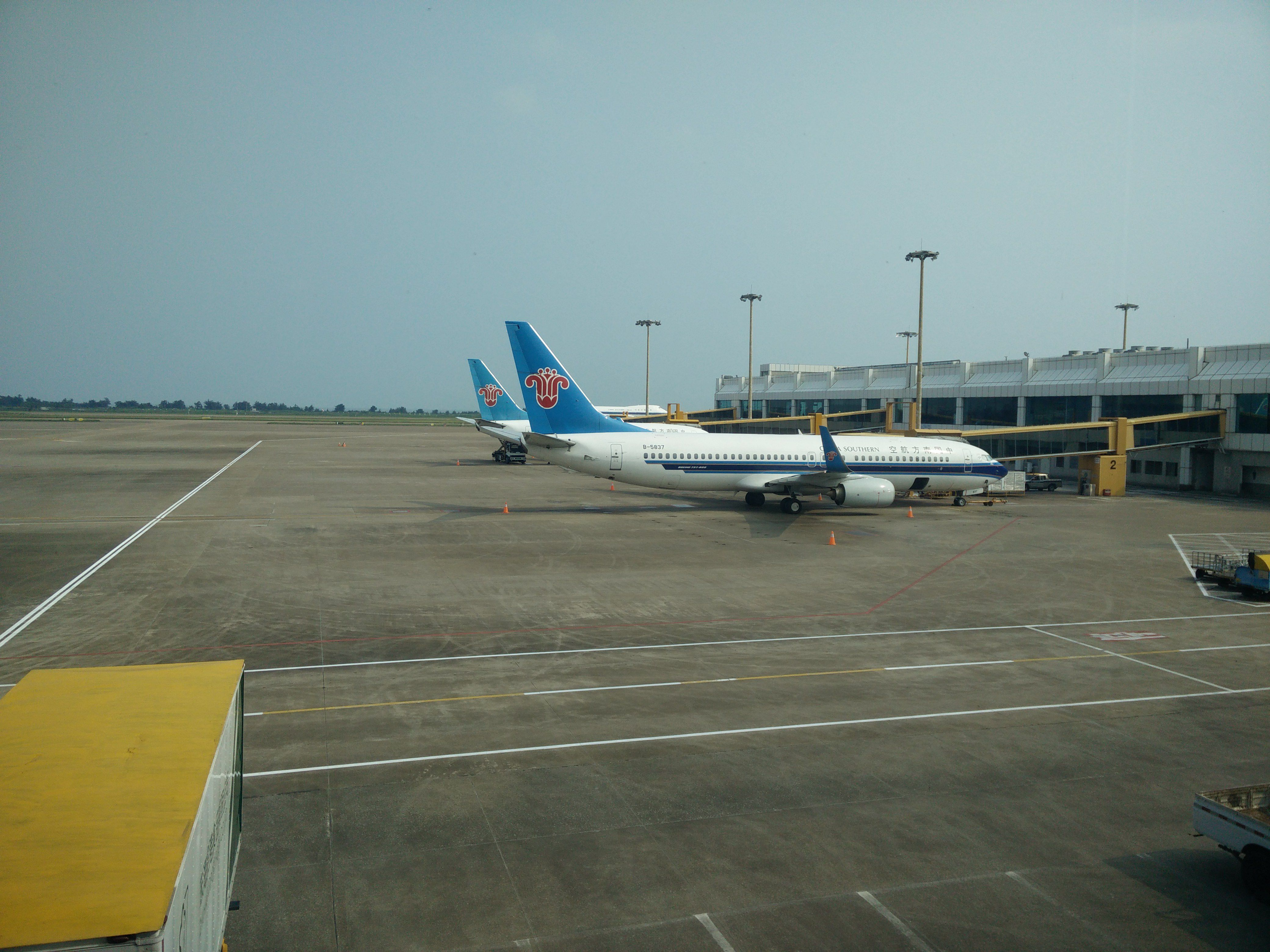
Boeing 737-800 B-5837 van China Southern Airlines op Zhuhai Jinwan Airport (2015)

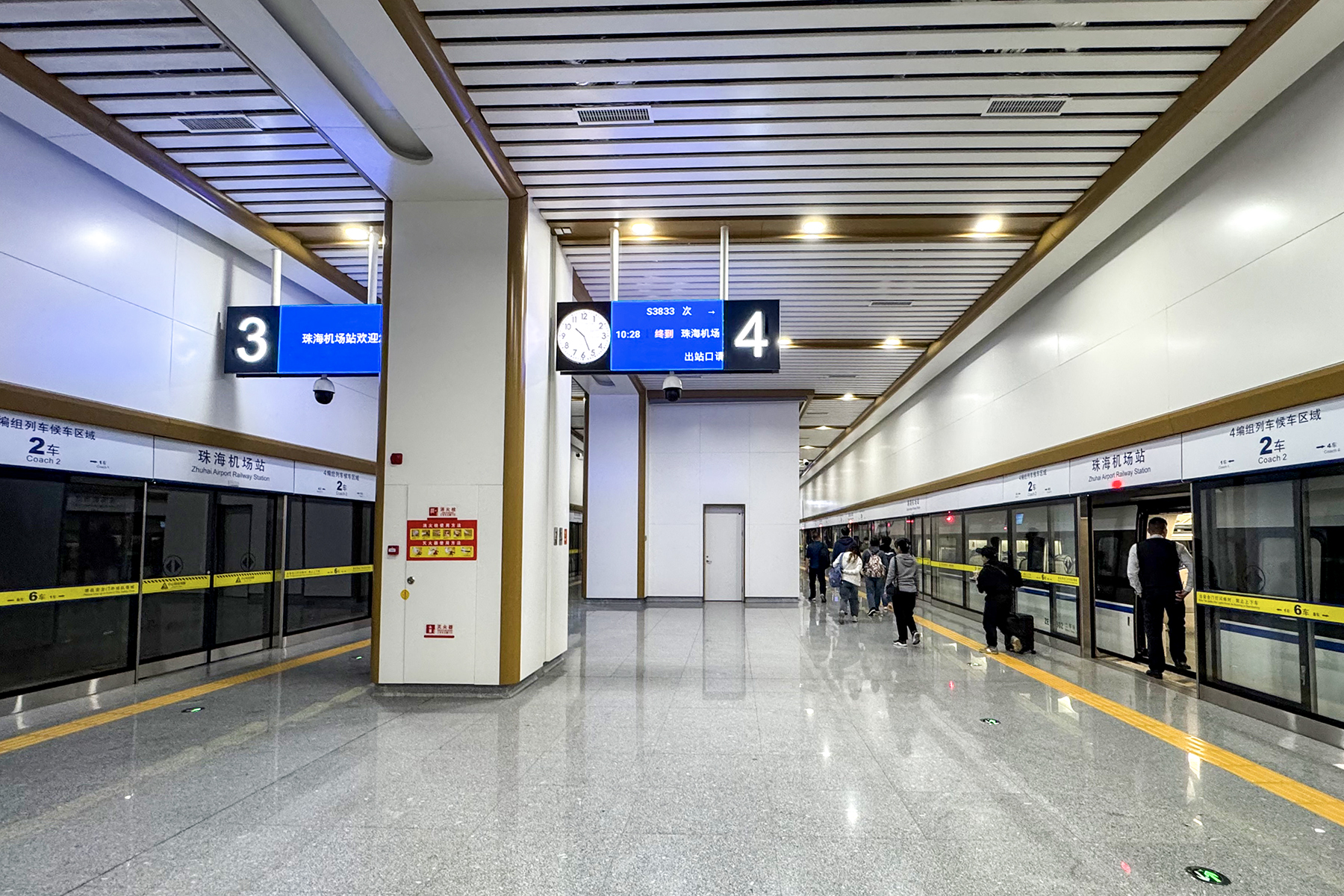
Perrons 3 en 4 van het Zhuhai Airport Railway Station

De Zhuhai Jinwan Airport (Chinees: 珠海金湾机场, Hanyu pinyin: Zhūhǎi Jīnwān Jīchǎng) (IATA-code: ZUH, ICAO-code: ZGSD) is een vliegveld in Sanzao, direct aan de kustlijn van de Zuid-Chinese Zee, 50 km ten zuidwesten van het centrum van Zhuhai, in de zuidelijke provincie Guangdong in China. De luchthaven ligt 25 km ten zuidwesten van de speciale bestuurlijke regio Macau. De luchthaven is een focus city voor China Southern Airlines. In 2023 telde Zhuhai Jinwan Airport 87.421 vliegbewegingen, 11.457.255 passagiers en 35.114 ton cargo.
De luchthaven bedient momenteel alleen Chinese binnenlandse vluchten, ondanks faciliteiten voor internationale vluchten. De luchthaven organiseert de grootste vliegshow van het vasteland van China, de China International Aviation & Aerospace Exhibition.

## Geschiedenis
Het vliegveld van Sanzao werd gebouwd door het Japanse leger tijdens de Tweede Chinees-Japanse Oorlog en Tweede Wereldoorlog, en werd voornamelijk gebruikt om militaire vliegtuigen van de Luchtmacht van het Japans Keizerlijk Leger te laten opstijgen en landen om Zuid-China te bombarderen. Het was een belangrijke militaire vliegbasis voor het Japanse leger. Na de capitulatie van het Japanse leger in 1945 werd het vliegveld overgenomen door het Nationaal Revolutionair Leger en vervolgens de Luchtmacht van het Volksbevrijdingsleger. Later, in de jaren 1990, werden civiele routes geopend. In 1994 werd de oude luchthaven verlaten en gesloopt.
De luchthaven begon met de bouw van een nieuwe passagiersterminal op de basis in december 1992 en werd geopend op 18 juni 1995 als Zhuhai Sanzao Airport. Een jaar later, in 1996, werd de eerste China International Aviation & Aerospace Exhibition georganiseerd op de luchthaven.
In oktober 2006 begon de luchthaven officieel samen te werken met de nabijgelegen internationale luchthaven van Hong Kong, waardoor het operatorbedrijf Hong Kong-Zhuhai Airport Management Co., Ltd. ontstond. Op 26 november 2024 kocht de Hong Kong Airport Authority een belang van 35% in Zhuhai Airport voor 4,3 miljard yuan, en de beheerrechten lopen door tot 2046. 
Het lokale bestuur van Sanzao werd in 2009 afgeschaft en samengevoegd met het Zhuhai Jinwan District, dus de naam van de luchthaven moest worden veranderd in "Zhuhai Jinwan Airport". Op 10 januari 2013 was het zover en werd met de goedkeuring van de Civil Aviation Administration of China, Zhuhai Sanzao officieel omgedoopt tot "Zhuhai Jinwan Airport". 
Tussen november 2017 en 9 februari 2018 werd in opdracht van de CAAC en de regering van de provincie Guangdong een uitbreidingsplan voor de luchthaven van Zhuhai gerealiseerd, inclusief uitbreiding van de oostelijke corridor, de derde en vierde verdieping van de terminal en de westelijke VIP-lounge. De terminal werd uitgebreid tot een oppervlakte van 122.000 m².
In november 2019 begon de bouw van een nieuwe T2-terminal (ongeveer 191.000 m²), de aanleg van een tweede parallelle taxibaan, de verplaatsing van de hoofdbrandweerkazerne en andere ondersteunende projecten. Eind 2024 was terminal T2 nog niet afgewerkt.

## Militair gebruik
De luchthaven van Zhuhai Jinwan wordt door de Chinese kustwacht gebruikt als luchtstation van de kustwacht. Het is ook het hoofdkwartier van de 2nd Aviation Group van de Chinese kustwacht.

## Bereikbaarheid
Meerdere snelbuslijnen verbinden de luchthaven met het stadscentrum van Zhuhai, de haven van Jiuzhou (grote veerbootterminal met frequente passagiersschepen naar Hongkong), de haven van Gongbei, Macau, Zhongshan en Jiangmen. 
Op 3 februari 2024 werd het spoorwegstation Zhuhai Airport Railway Station van de luchthaven ingehuldigd, het wordt bediend door de intercitylijn Zhuhai-Zhuhai Airport, en geeft in Zhuhai aansluiting op de intercitytrein Guangzhou-Zhuhai. 